# Pola Rise
Pola Rise, właśc. Paulina Miłosz (ur. 23 marca 1989 w Warszawie) – polska piosenkarka, kompozytorka i autorka tekstów. Ukończyła studia dziennikarskie na Uniwersytecie Warszawskim, nie uczęszczała do żadnej szkoły muzycznej.

## Życiorys

### Kariera
W 2014 pojawiła się gościnnie w utworze „Away” nagranym przez producenta Manoida. W październiku wydała pierwszy solowy singiel – „Did You Sleep Last Night”, zaś w grudniu zaprezentowała klip do piosenki „Soulless Dance”. Oba utwory znalazły się na jej debiutanckim minialbumie, zatytułowanym The Power of Coincidence, który ukazał się 12 kwietnia 2015. Dokładnie tydzień później zagrała koncert promocyjny w warszawskim klubie Znajomi Znajomych, na którym towarzyszyły jej na scenie m.in. Kasia Stankiewicz, Natalia Nykiel i Ina West. 28 maja wystąpiła jako support przed koncertem Selah Sue w warszawskim Palladium.
W marcu 2017 podpisała kontrakt płytowy z wytwórnią Warner Music Poland. 12 stycznia 2018 wydała debiutancki album studyjny, zatytułowany Anywhere But Here. Materiał zdobył pozytywne recenzje od krytyków. W tym samym miesiącu została nominowana jako jedno z objawień polskiej sceny muzycznej w plebiscycie „Sanki”, przeprowadzanym przez „Gazetę Wyborczą”. Zajęła trzecie miejsce.

## Dyskografia

### Albumy studyjne
| Rok  | Dane dot. albumu                                                                                             | Najwyższa pozycja na liście |
| Rok  | Dane dot. albumu                                                                                             | POL                         |
| ---- | --- | --------------------------- |
| 2018 | Anywhere But Here - Wydany: 12 stycznia 2018 - Wytwórnia: Warner Music Poland - Format: CD, digital download | 28                          |
| 2023 | Hikikomori - Wydany: 17 marca 2023 - Wytwórnia: Warner Music Poland - Format: CD, digital download           | _                           |

### Minialbumy (EP)
| Rok  | Dane dot. albumu                                                                                        |
| ---- | --- |
| 2015 | The Power of Coincidence - Wydany: 12 kwietnia 2015 - Wydawca: Pola Rise - Format: CD, digital download |

### Inne
| Rok  | Dane dot. albumu |
| ---- | --- |
| 2021 | To The Bone (oraz Andy Ward) - Wydany: 12 grudnia 2021 - Wydawca: Warner Music Poland - Format: CD, digital download |

### Single
| Rok  | Tytuł                       | Certyfikat         | Sprzedaż       | Album                    |
| ---- | --------------------------- | ------------------ | -------------- | ------------------------ |
| 2014 | „Did You Sleep Last Night”  |                    |                | The Power of Coincidence |
| 2014 | „Soulless Dance”            |                    |                | The Power of Coincidence |
| 2016 | „Behind”                    |                    |                | –                        |
| 2017 | „Hear You”                  |                    |                | Anywhere But Here        |
| 2017 | „Fear”                      |                    |                | Anywhere But Here        |
| 2017 | „Breathe”                   |                    |                | Anywhere But Here        |
| 2018 | „OhOH”                      |                    |                | Anywhere But Here        |
| 2018 | „No More”                   |                    |                | Anywhere But Here        |
| 2018 | „Blackstar”                 |                    |                | Anywhere But Here        |
| 2018 | „Jazda”                     |                    |                | –                        |
| 2018 | „River”                     |                    |                | –                        |
| 2020 | „Changes”                   |                    |                | –                        |
| 2020 | „Higher”                    | - POL: złota płyta | - POL: 25 000+ | To the Bone              |
| 2020 | „Mama Said”                 | - POL: złota płyta | - POL: 25 000+ | To the Bone              |
| 2021 | „We Are Done”               | - POL: złota płyta | - POL: 25 000+ | To the Bone              |
| 2021 | „Don’t You Love Me”         |                    |                | To the Bone              |
| 2021 | „We Can Work It Out”        |                    |                | To the Bone              |
| 2021 | „To the Bone”               |                    |                | To the Bone              |
| 2021 | „It’s Christmas Time Again” |                    |                | To the Bone              |
| 2022 | „This Ain’t Love”           |                    |                | To the Bone              |
| 2022 | „Chyba”                     |                    |                | Hikikomori               |
| 2022 | „Bez tchu”                  | - POL: złota płyta | - POL: 25 000+ | Hikikomori               |
| 2023 | „Wytrzymam”                 |                    |                | Hikikomori               |
| 2023 | „Bez”                       | - POL: złota płyta | - POL: 25 000+ | Hikikomori               |
| 2023 | „Uciekaj”                   |                    |                | Hikikomori               |
| 2023 | „Po kawałku”                |                    |                | Hikikomori               |
| 2023 | „Za każdym razem”           |                    |                | Hikikomori               |

## Teledyski
| Rok             | Tytuł                            | Reżyseria                       | Album                    |
| --------------- | -------------------------------- | ------------------------------- | ------------------------ |
| 2014            | „Did You Sleep Last Night”       | Enola Goska                     | The Power of Coincidence |
| 2014            | „Soulless Dance”                 | Michał Byra                     | The Power of Coincidence |
| 2016            | „Behind”                         | Pat Dudek                       | –                        |
| 2017            | „Hear You”                       | Kamila Tarabura                 | Anywhere But Here        |
| 2017            | „Fear”                           | Kamila Tarabura                 | Anywhere But Here        |
| 2018            | „OhOH”                           | Pola Rise / Arek Powałka        | Anywhere But Here        |
| 2018            | „Blackstar”                      | Pola Rise / Arek Powałka        | Anywhere But Here        |
| 2019            | „No More” (gościnnie: Slowsteps) | –                               | Anywhere But Here        |
| 2020            | "Mama Said"                      | Kamila Tarabura                 | To The Bone              |
| 2021            | "We Are Done"                    | Nata Szada                      | To The Bone              |
| 2021            | "Don't You Love Me"              | Paulina Kowol                   | To The Bone              |
| 2021            | "To The Bone"                    | –                               | To The Bone              |
| 2022            | "Chyba"                          | Pola Rise                       | Hikikomori               |
| 2022            | "Bez tchu"                       | Pola Rise / Marcin Ziółko       | Hikikomori               |
| 2023            | "Wytrzymam"                      | Michał Radziejewski / Pola Rise | Hikikomori               |
| 2023            | "Bez"                            | Pola Rise                       | Hikikomori               |
| 2023            | "Uciekaj"                        | Ivan Bambalin                   | Hikikomori               |
| Gościnny udział |                                  |                                 |                          |
| 2014            | „Away” – Manoid                  | –                               | Synestezja               |

## Nagrody i nominacje
| Rok  | Konkurs        | Kategoria                 | Tytułem   | Nota       | Źródło |
| ---- | -------------- | ------------------------- | --------- | ---------- | ------ |
| 2018 | Sanki 2018     | Nowa Gwiazda Muzyki       | Pola Rise | 3. miejsce | [ 25 ] |
| 2019 | Fryderyki 2019 | Fonograficzny Debiut Roku | Pola Rise | Nominacja  | [ 26 ] |